# Cyworld Digital Music Awards
Cyworld Digital Awards (Hangul: "디지털 뮤직 어워드) é uma premiação musical sul-coreana realizada desde 2010 pela rede social Cyworld. A parada musical do site, no entanto, existe desde 2006. Os artistas vencedores são escolhidos pela combinação das vendas digitais e pelas músicas de fundo dos perfis dos usuários do Cyworld.

## Vencedores da Canção do Mês

#### 2006
- Julho - Brown Eyed Girls1ª&Cho PD1ª - Hold The Line
- Agosto - Turtles1ª - 비행기 (Plane)
- Setembro - MC the Max1ª - 사랑을 찾아서 (Looking For Love)
- Outubro - Eru1st& Daylight1ª - 까만안경 (Black Glasses)
- Novembro - Sung Si Kyung1ª - 거리에서 (Distance From)
- Dezembro - Kim Ah-joong1ª - Maria

#### 2007
- Janeiro - Eru2ª - 흰눈 (Snow)
- Fevereiro -Epik High1ª - Fan
- Março - Ivy1ª - Sonata of Temptation (Feat. Wheesung)
- Abril - 마골피 (Magolpi)1ª - 비행소녀 (Flight girl)
- Maio - 양파 (Onion)1ª - 사랑..그게 뭔데 (What Is It..Love)
- Junho - Leessang1ª - Ballerino (Feat. ALI)
- Julho - MC Mong1ª - So Fresh (Feat. 김태우)
- Agosto - Big Bang1ª - Lies
- Setembro - Big Bang2ª - Lies
- Outubro - Wonder Girls1ª - Tell Me
- Novembro - AnyBand1ª - TPL (Talk Play Love)
- Dezembro - Big Bang3ª - Last Farewell

#### 2008
- Janeiro - Haha1ª - 너는 내 운명 (You Are My Destiny)
- Fevereiro - Taeyeon1ª - 만약에 (If)
- Março - Mighty Mouth1ª - I Love You (Feat. Yoon Eun-hye)
- Abril - Kim Dong-ryool1ª - 아이처럼 (Like A Child)
- Maio - Alex Chu1ª - 화분 (Pollen)
- Junho - Wonder Girls2ª - So Hot
- Julho - Davichi1ª - Love and War
- Agosto - Big Bang4ª - Day By Day
- Setembro - Wonder Girls3ª - Nobody
- Outubro - Wonder Girls4ª - Nobody
- Novembro - Big Bang5ª - Sunset Glow
- Dezembro - Baek Ji-Young1ª - 총맞은 것처럼 (Like a Bullet Hit Me)

#### 2009
- Janeiro - Girls' Generation1ª - Gee
- Fevereiro - SS5011ª - Because I'm Stupid
- Março - Davichi2ª - 8282
- Abril - Big Bang6ª&2NE11ª - Lollipop
- Maio - 2NE12ª - Fire
- Junho - Outsider1ª - 외톨이 (The Biggest Loser)
- Julho - 2NE13ª - I Don't Care
- Agosto - Brown Eyed Girls2ª - Abracadabra
- Setembro - G-Dragon1ª - Heartbreaker
- Outubro - Leessang2ª - Girl Unable To Break Up, Boy Unable To Leave (Feat. 정인)
- Novembro -Park Bom1ª - You & I
- Dezembro - Ga-in1ª & Jo Kwon1ª - We Fell In Love

#### 2009 - Internacional
- Fevereiro - Lily Allen - F**k You
- Março - Craig David - Insomnia
- Abril - Flo Rida - Be On You (Feat. Ne-yo)
- Maio - The Black Eyed Peas - Boom Boom Pow
- Junho - Chrisette Michele - What You Do (Feat. Ne-Yo)
- Julho - MYMP - Say You Love Me
- Agosto - MYMP - Say You Love Me
- Setembro - Beyonce - Honesty
- Outubro - Beyonce - Honesty
- Novembro - 50 Cent - Baby By Me (Feat. Ne-Yo)
- Dezembro - Mariah Carey - All I Want for Christmas Is You (remasterizada)

#### 2010
- Janeiro - Ga-in2ª & Jo Kwon2ª - We Fell In Love
- Fevereiro - 2AM1ª - Can't Let You Go Even If I Die
- Março - MC Mong2ª & Seo In-Young1ª - Bubble Love
- Abril - Yesung1ª - 너 아니면 안돼 (If You Do Not)
- Maio - Hot Potato1ª - 고백 (Confession)
- Junho - IU1ª - Nagging (Feat. Seulong)
- Julho - Miss A1ª - Bad Girl Good Girl
- Agosto - Homme1ª - 밥만 잘 먹더라 (Eat Well)
- Setembro - 2NE14ª - Go Away
- Outubro - Supreme Team1ª - 그땐 그땐 그땐 (Then Then Then)
- Novembro - 허각 (Heogak)1ª - 언제나 (Always)
- Dezembro - IU2ª - Good Day

#### 2010 - Internacional
- Janeiro - Kesha - Tik Tok
- Fevereiro - Jason Mraz - Geek In The Pink
- Março - B.o.B - Nothin` On You  (Feat. Bruno Mars)
- Abril - B.o.B - Nothin` On You  (Feat. Bruno Mars)
- Maio - B.o.B - Nothin` On You  (Feat. Bruno Mars)
- Junho - B.o.B - Nothin` On You  (Feat. Jay Park)
- Julho - Eminem - Love The Way You Lie (Feat. Rihanna)
- Agosto - Eminem - Love The Way You Lie (Feat. Rihanna)
- Setembro - Kelly Clarkson - Because Of You
- Outubro - Far East Movement - Like A G6  (Feat. The Cataracs & Dev)
- Novembro - Far East Movement - Like A G6  (Feat. The Cataracs & Dev)
- Dezembro - Yolanda Be Cool&DCUP - We No Speak Americano

### Vencedores doRookiedo Mês

#### 2006
- Julho - 수호 (SU) - Spring, Summer, Fall...Winter (Feat. 김태우)
- Agosto - Sweet Sorrow - 아무리 생각해도 난 너를
- Setembro - Xiah JunSu & Zhang Liyin -  Timeless
- Outubro - Big Bang - La-la-la
- Novembro - 윤형렬 (Yunhyeongryeol) - 기억의 나무 (Memories of the tree)
- Dezembro - Lug - 죄 (Sin)

#### 2007
- Janeiro - Lee Ji Hye & PK헤만 - Evergreen
- Fevereiro - Wonder Girls -  Irony
- Março - 마골피 (Magolpi) - 비행소녀 (Flight girl)
- Abril - Younha - Secret Number 486
- Maio - 1sagain - 이별후애 (feat. 주보라)
- Junho - (sem vencedor)
- Julho - Kara - If U Wanna
- Agosto - Girls' Generation - Into The New World
- Setembro - 8Eight - 사랑을 잃고 난 노래하네 (Forget About Love and Sing)
- Outubro - Sunny Hill - Ring Back Tone
- Novembro -  Kim Dong Hee - 그대를 그대를 (You you)
- Dezembro - gavy queens - 두글자

#### 2008
- Janeiro - Joo - Because Of Man
- Fevereiro - Davichi - I Wont Bother You
- Março - Mighty Mouth - I Love You (Feat. Yoon Eun-hye)
- Abril - Kim Jong Wook -  Only You
- Maio - Shinee - Replay
- Junho - 마리오 (Mario) - Good Bye
- Julho - 2AM - Confession
- Agosto - 타우 & 프리스타일 (미노)- 우리들의 행복한 시간 (Feat. 주 Joo)
- Setembro - 2PM - 10 Out Of 10
- Outubro - 파스텔블루 - 그리워서 (Feat. 진주, 프리스타일 미노)
- Novembro - Untouchable - It's Okay (Feat. Hwayobi)
- Dezembro - 미스에스 - 바람피지마 (Feat. 남규리 For 씨야)

#### 2009
- Janeiro - 메모리 - Paradise
- Fevereiro - May Doni - 곡정보몰라 ing (Feat. 2AM)
- Março - Brand New Day - 살만해
- Abril - After School - Diva
- Maio - 2NE1 - Fire
- Junho - 4minute - Hot Issue
- Julho - Supreme Team - 나만 모르게 (Feat. T)
- Agosto - T-ara - Lie
- Setembro - F(X) - LA chA TA
- Outubro - 서인국 - 부른다
- Novembro - December - 사랑 참…
- Dezembro - B2st - Mystery

#### 2010
- Janeiro - CN Blue - I'm a Loner
- Fevereiro - Ab 에비뉴 - 사랑 둘이서.. (versão orquestra)
- Março - SongCry - 약속 (Inst.)
- Abril - 길학미 - Super Soul
- Maio - 소야앤썬 - 웃으며 안녕
- Junho - Sistar - Push Push
- Julho - Miss A - Bad Girl Good Girl
- Agosto - G.NA - 애인이 생기면 하고 싶은 일
- Setembro - Rainbow - A
- Outubro - Kang Seung-Yoona - 본능적으로 (Feat. Swings)
- Novembro - 허각  - 언제나 (Always)
- Dezembro - 조문근 - 너라는 걸

## Vencedores do Cyworld Digital Music Awards

### Artista do Ano
| Edição | Ano  | Vencedor |
| ------ | ---- | -------- |
| 1ª     | 2010 | 2NE1     |
| 2ª     | 2011 | 4men     |

### Canção do Ano
| Edição | Ano  | Vencedor | Título da canção                 | Álbum                          | Nota          |
| ------ | ---- | -------- | -------------------------------- | ------------------------------ | ------------- |
| 1ª     | 2010 | 2NE1     | "I Don't Care"                   | 2NE1                           | 1º mini-álbum |
| 2ª     | 2011 | 2AM      | "Can't Let You Go Even If I Die" | Can't Let You Go Even If I Die | 1º mini-álbum |

### Vencedores do Prêmio Principal (Bonsang)
| Edição | Ano  | Vencedor | Vencedor | Vencedor         | Vencedor | Vencedor | Vencedor | Vencedor | Vencedor | Vencedor | Vencedor | Vencedor |
| ------ | ---- | -------- | -------- | ---------------- | -------- | -------- | -------- | -------- | -------- | -------- | -------- | -------- |
| 1ª     | 2010 | Davichi  | Leessang | Brown Eyed Girls | Big Bang | G-Dragon | KARA     | MC Mong  | 2NE1     | 2PM      | 8Eight   |          |

### Recém-chegado (Newcomer) do Ano
| Edição | Ano  | Grupo | Solo Masculino | Solo Feminino |
| ------ | ---- | ----- | -------------- | ------------- |
| 1ª     | 2010 | 2NE1  | Seo In Gook    | Ali           |

### Vencedores do Prêmio de Melhor Colaboração
| Edição | Ano  | Vencedor           | Canção                                                    |
| ------ | ---- | ------------------ | --------------------------------------------------------- |
| 1ª     | 2010 | Leessang & Jung In | "The Girl Who Can’t Let Go, and the Man that Can’t Leave" |

### Vencedores do Prêmio de Melhor OST
| Edição | Ano  | Vencedor | Canção               | Drama               |
| ------ | ---- | -------- | -------------------- | ------------------- |
| 1ª     | 2010 | SS501    | "Because I’m Stupid" | Boys Over Flowers   |
| 2ª     | 2011 | Yesung   | "It Has To Be You"   | Cinderella's Sister |

### Vencedores do Prêmio deTing’s Choice
| Edição | Ano  | Vencedor |
| ------ | ---- | -------- |
| 1ª     | 2010 | G-Dragon |
| 2ª     | 2016 | Sehun    |

### Outros prêmios
| Edição | Ano  | Título do Prêmio                | Vencedor                            |
| ------ | ---- | ------------------------------- | ----------------------------------- |
| 1ª     | 2010 | Melhor Compositor               | Jo Young Su                         |
| 1ª     | 2010 | Prêmio Tam Eun Mania            | Jang Giha and Faces                 |
| 1ª     | 2010 | Hall of Fame                    | Park Hyo Shin                       |
| 1ª     | 2010 | Prêmio de Empresa Distribuidora | Mnet Media (Coreia)                 |
| 1ª     | 2010 | Prêmio de Empresa Distribuidora | Universal Music Korea (no exterior) |

## Conquistas por artista
Vencedores de mais Canção do Mês
| Posição | Artista          | Quantidade | Estreia |
| ------- | ---------------- | ---------- | ------- |
| 1ª      | Big Bang         | 6 vezes    | 2006    |
| 2ª      | Wonder Girls     | 4 vezes    | 2007    |
| 2ª      | 2NE1             | 4 vezes    | 2009    |
| 3ª      | IU               | 2 vezes    | 2008    |
| 3ª      | Davichi          | 2 vezes    | 2008    |
| 3ª      | Jo Kwon          | 2 vezes    | 2008    |
| 3ª      | Brown Eyed Girls | 2 vezes    | 2006    |
| 3ª      | Ga-in            | 2 vezes    | 2006    |
| 3ª      | Leessang         | 2 vezes    | 2002    |